# Per-Åge Skrøder
Per-Åge Skrøder, född 4 augusti 1978 i Sarpsborg i Norge, är en norsk före detta professionell ishockeyspelare som tillbringade en stor del av sin karriär med Modo Hockey, främst i Svenska Hockeyligan. Efter att ha inlett sin seniorkarriär i Eliteserien i Norge med två säsonger vardera med Sparta Warriors och Lillehammer IK, värvades Skrøder till Frölunda HC i SHL inför säsongen 1998/99. Säsongen därpå inledde han med Frölunda, men blev snart utlånad till seriekonkurrenten Linköping HC. Han blev sedan kvar i Linköping, som degraderades, och spelade för klubben i Hockeyallsvenskan under säsongen 2000/01. Säsongen därpå spelade han för HV71, med vilka han tillbringade fyra hela säsonger. Säsongen 2003/04 vann han sitt första SM-guld.
Efter att ha tillbringat säsongen 2005/06 med Södertälje SK, så skrev Skrøder i april 2006 på för Modo Hockey. Under sin första säsong i laget vann han sitt andra SM-guld. Säsongen 2008/09 vann Skrøder SHL:s poängliga efter att ha gjort 59 poäng på 55 matcher (30 mål, 29 assist), och tilldelades Håkan Loob Trophy som segrare i skytteligan. Med mer än 800 matcher och över 500 poäng är han därmed den spelare, av utländsk härkomst, som gjort flest poäng och spelat flest matcher i SHL. Efter elva säsonger i Modo Hockey meddelade Skrøder den 4 juni 2017 att han avslutat sin ishockeykarriär. Under sin sista säsong som aktiv spelade han också ett antal matcher för Sparta Warriors i Eliteserien och Örnsköldsviks HF i Hockeyettan.
Skrøder gjorde A-landslagsdebut under VM i Finland 1997 och var aktiv i Norges landslag fram till och med 2014. Han har spelat över 100 A-landslagskamper och medverkat under 14 VM-turneringar, samt två OS-turneringar.

## Karriär

### Klubblagskarriär

#### 1995–2006: Början av karriären och flytt till Sverige
Skrøder inledde sin ishockeykarriär med Sparta Warriors, innan han 1995/96 flyttade till Lillehammer för att studera på Norges Toppidrettsgymnas. Han kombinerade studier med spel i Lillehammer IK. Under sin andra säsong i klubben slutade han tvåa i lagets interna poängliga då han noterades för 54 poäng på 36 matcher (25 mål, 29 assist). Den efterföljande säsongen återvände han till Warriors, innan han säsongen 1998/99 värvades av Frölunda HC i Elitserien. Han varvade spel i Elitserien med spel i Frölundas J20-lag. På sju matcher med J20-laget noterades han för 16 poäng (tolv mål, fyra assist). Den 10 januari 1999 gjorde han sin första poäng och sitt första mål i Elitserien då Frölunda besegrade HV71 med 8–2. I SM-slutspelet gick Skrøder poänglös efter att Frölunda slagits ut av Modo Hockey i kvartsfinalserien med 3–1 i matcher.
Under sin andra säsong i klubben producerade han fyra poäng på 24 matcher innan det i början av december 1999 meddelades att Skrøder lånats ut till seriekonkurrenten Linköping HC för resten av säsongen. Skrøder gjorde debut för Linköping den 5 december samma år och gjorde sitt första mål i samma match, som slutade med 8–6-förlust mot Luleå HF. Under en match mot Modo Hockey i januari 2000 skadade han sig och missade därefter tolv matcher av grundserien. Linköping slutade sist i grundserietabellen och degraderades till Hockeyallsvenskan efter spel i Kvalserien. Den 27 april 2000 meddelade Linköping att man skrivit ett tvåårsavtal med Skrøder. I slutet av november 2000 lånades Skrøder ut till HV71 i Elitserien och stod för 11 poäng på 13 matcher. Han återvände snart till Linköping och var med och spelade upp laget till Elitserien igen.
I april 2001 meddelades det att Skrøder brutit sitt avtal med Linköping för spel med HV71 säsongen 2001/02. Denna säsong blev hans dittills bästa i Elitserien poängmässigt. På 49 matcher stod Skrøder för 33 poäng (20 mål, 13 assist) och var tillsammans med Nils Ekman och Dieter Kalt de spelare som gjorde flest matchavgörande mål under grundserien. Med sina 20 mål vann han HV71:s interna skytteliga och slutade på femte plats i den totala skytteligan. Skrøder gjorde debut i SM-slutspelet den 8 mars 2002 och gjorde mål i de fyra inledande mötena mot Malmö Redhawks i kvartsfinalserien, som HV71 sedan vann med 4–1. Laget åkte sedan ut i semifinal mot Färjestad BK, som senare vann SM-guld, med 3–0 i matcher. På åtta matcher gjorde Skrøder lika många poäng och vann lagets interna poängliga i slutspelet. Denna säsong utsågs Skrøder till årets ishockeyspelare i Norge. Under säsongens första match säsongen 2002/03 ådrog sig Skrøder en skada kring nyckelbenet och missade därför de fem efterföljande matcherna. Poängproduktionen sjönk denna säsong till 22 poäng på 44 matcher. I slutspelet slogs laget ut i kvartsfinal av Djurgårdens IF med 4–3 i matcher. Skrøder var under dessa matcher, tillsammans med Pasi Määttänen, lagets främste målskytt med tre mål.
Under sin tredje säsong i HV71 vann laget grundserien. Skrøder kom trea i seriens utvisningsliga med en notering på 138 minuter. På 50 grundseriematcher stod han för 28 poäng (11 mål, 17 assist). I SM-slutspelet slog HV71 ut Modo i kvartsfinal – i seriens andra match vann HV71 med 10–1 och Skrøder stod för ett mål och två assister. Efter att man besegrat Frölunda HC i semifinalserien med 4–2, var HV71 klara för SM-finalspel mot Färjestad BK. Skrøder fick en avgörande roll i seriens första match då han stod för två av HV:s mål i en 3–0-seger. Därefter gick Färjestad fram till en 3–2-ledning som HV71 sedan vände till seger med 4–3 i matcher. Efter SM-guldet förlängde Skrøder avtalet med HV71 med ytterligare två år. Den efterföljande säsongen blev hans poängmässigt sämsta i HV71. På 50 grundseriematcher stod han för 14 poäng (sex mål, åtta assist). HV71 gjorde en fiaskoartad säsong som regerande mästare och missade SM-slutspelet sedan man slutat på tionde plats i grundserien.
I april 2005 lämnade han HV71 efter att ha skrivit på ett ettårskontrakt för Södertälje SK. Klubben slutade näst sist i Elitserien och tvingades spela kvalserien för att hålla sig kvar i högsta serien. Det lyckades man inte med när man slutade trea i Kvalserien, fyra poäng bakom tvåan Skellefteå AIK.

#### 2006–2017: Modo Hockey

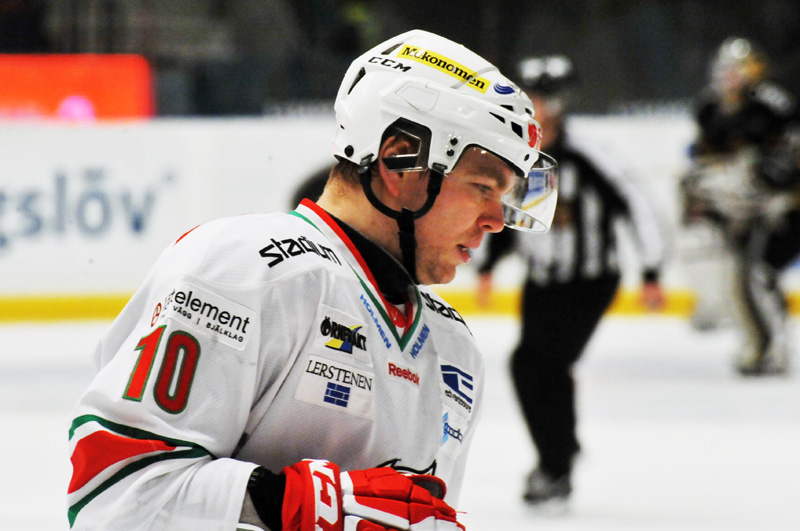
Skrøder med Modo Hockey.

Efter att Södertälje degraderats skrev Skrøder i april 2006 på ett tvåårskontrakt med Modo Hockey. Den 23 september samma år gjorde han sina första mål, och sitt första hat trick, för Modo när laget besegrade Malmö Redhawks med 3–5. Senare samma säsong, den 20 februari 2007, gjorde han ytterligare ett hat trick då han stod för fem poäng (tre mål, två assist) i en 7–4-seger mot Frölunda HC. Under grundserien gjorde han åtta mål i boxplay – nytt ligarekord – och vann lagets interna poängliga med 48 poäng på 54 matcher (30 mål, 18 assist). I det efterföljande SM-slutspelet slog laget ut både Timrå IK och HV71 med 4–3 i matcher i kvarts- och semifinal. Skrøder tilldelades därefter sitt andra SM-guld, efter att Modo besegrat Linköping HC i finalserien med 4–2 i matcher. Under slutspelet var han ligans mest utvisade spelare (88 utvisningsminuter på 20 matcher).
Säsongen 2007/08 inledde Skrøder med att få ett matchstraff i seriens första omgång och missade sedan de två efterföljande matcherna. I den sjätte omgången, Skrøders fjärde match för säsongen, tilldelades han återigen ett matchstraff efter en tackling på Jonas Junland. I februari 2008 förlängde Modo avtalet med Skrøder med ytterligare två år. På 51 grundseriematcher stod han för 37 poäng (21 mål, 16 assist). I SM-slutspelet slogs Modo ut i kvartsfinalserien mot Timrå IK. Den 3 november 2008 gjorde han sitt tredje hat trick i SHL då han stod för Modos tre första mål i en 4–3-seger mot Djurgårdens IF. Mellan den 26 januari 2009 och den 23 februari samma år gjorde Skrøder minst en poäng per match och noterades för totalt 14 poäng på 9 matcher. Modo slutade på nionde plats i grundserietabellen och missade därför SM-slutspelet. Skrøder vann poängligan i grundserien och tilldelades dessutom Håkan Loob Trophy efter att ha vunnit skytteligan med 30 gjorda mål. Säsongen var Skrøders poängmässigt bästa i SHL då han på 55 matcher noterades för 59 poäng.
Under sin fjärde säsong i Modo gjorde Skrøder sin karriärs fjärde hat trick i SHL då Modo besegrade Södertälje SK med 6–3 den 2 januari 2010. Under OS-uppehållet skadade han sig och missade ett antal matcher under slutet av grundserien. För andra året i följd slutade Modo på tionde plats i grundserien och missade slutspelet. Den 19 mars 2010 meddelades det att Skrøder förlängt sitt avtal med Modo med två år. Den 29 januari 2011 gjorde han ytterligare ett hat trick då han stod för Modos samtliga mål i en 5–3-förlust mot AIK. Modo slutade sist i grundserien och på 55 matcher stod Skrøder för 41 poäng (15 mål, 26 assist). Modo tvingades därefter till spel i Kvalserien 2011. Seriens sista match kom att bli direkt avgörande då Modo och Södertälje gjorde upp om den sista platsen till SHL – båda lagen stod på samma poäng. Modo besegrade Södertälje med 2–0 och Skrøder stod för ett av målen.
Den 29 november 2011 gjorde Skrøder sitt 195:e mål SHL då han efter en kontring satte 4–0 målet for Modo i början av mittperioden. Därmed passerade han finske Erkki Laine och innehar därmed rekordet för den utlänning som gjort flest mål i Sveriges högsta serie. I grundserien vann han Modos interna skytteliga med 22 mål på 53 matcher. Totalt noterades han för 51 poäng och slutade på fjärde plats i den totala poängligan. I SM-slutspelet slogs Modo ut av Skellefteå AIK i kvartsfinalserien med 4–2 i matcher. Kort efter säsongens slut, i april 2012, förlängde Skrøder sitt avtal med Modo med ytterligare två år. Den efterföljande säsongen var han poängbäst i Modo och stod för 35 poäng på 51 grundseriematcher. För andra säsongen i följd slogs laget ut i kvartsfinal, denna gång av Färjestad BK med 4–1 i matcher. I sin åttonde säsong i Modo gjorde Skrøder sin poängmässigt sämsta säsong i klubben. På 48 grundseriematcher stod han för 19 poäng. Laget slutade åtta i tabellen och slogs därefter omgående ut av Linköping HC i den första omgången.
Säsongen 2014/15 slutade Modo sist i SHL, varför man tvingades till kvalspel mot HC Vita Hästen för att klara sig kvar i SHL. Modo vann denna serie med 4–0 i matcher och Skrøder spelade endast en match då hans mor samtidigt avled i cancer. I maj samma år förlängde Skrøder avtalet med Modo med två säsonger. Den efterföljande säsongen kom att bli hans sista i SHL. Modo slutade näst sist i serien och tvingades återigen kvala för att hålla sig kvar i SHL. I kvalspelet ställdes laget mot Leksands IF och hade en 3–2-ledning i matchserien, men förlorade de två sista matcherna och degraderades därför till Hockeyallsvenskan. På dessa sju matcher stod Skrøder för tre mål. Efter tio raka säsonger med Modo Hockey, valde Skrøder spel med Örnsköldsvik HF i Hockeyettan under början av säsongen 2016/17. I sin första match med laget stod han för två poäng (ett mål och en assist). På elva matcher stod han för åtta mål och sju assisteringar. Den 28 november 2016 meddelades det att Skrøder skrivit ett korttidskontrakt med Sparta Warriors. Efter att ha spelat fyra matcher för Warriors, bekräftades det i mitten av december samma år att han skrivit på för Modo Hockey för resten av säsongen. Skrøder utsågs till assisterande lagkapten och stod för tio poäng på 26 matcher.
Den 4 juni 2017 meddelade Skrøder, via ett inlägg på Facebook, att han avslutat sin ishockeykarriär.

### Landslagskarriär
1995 blev Skrøder uttagen att spela JEM i Tyskland för Norge. Laget tog sin första och enda poäng i den sista matchen då man spelade oavgjort mot Vitryssland. Norge slutade sist och blev nedflyttade till Division 1. Han var med och spelade i turneringen det efterföljande året, men laget misslyckades dock med att bli uppflyttade till den högsta serien efter förluster mot Danmark och Frankrike. Skrøder vann Norges interna poängliga då han på fem matcher noterades för sju poäng (fem mål, två assist). Han var dessutom turneringens mest utvisade spelare med 35 utvisningsminuter.
1997 spelade han sitt första och enda JVM. Norge spelade i den näst högsta divisionen och slutade fyra i tabellen efter att ha förlorat i två av sju matcher. Skrøder vann lagets interna poängliga och slutade tvåa i den totala poängligan med tolv poäng (sju mål, fem assist).
Senare samma år blev han uttagen till Norges A-landslag att spela sitt första VM – i Finland. Totalt har Skrøder spelat 14 VM-turneringar för Norge. 2010 kvalificerade sig Norge för första gången på 16 år till ett OS-slutspel. I lagets första gruppmatch föll man med 0–8 mot hemmanationen Kanada. Skrøder skadade sig under den andra perioden efter att ha tacklats av Drew Doughty och tvingades lämna turneringen. 2014 gjorde han sitt andra OS och stod för två av Norges tre mål i turneringen.

## Statistik

### Klubblag
| 1994–95    | Sparta Warriors | Eliteserien | 17  | 3   | 0   | 3   | —     | —   | —  | —  | —  | —   |
| 1995–96    | Lillehammer IK  | Eliteserien | 30  | 4   | 5   | 9   | —     | —   | —  | —  | —  | —   |
| 1996–97    | Lillehammer IK  | Eliteserien | 35  | 25  | 29  | 54  | —     | —   | —  | —  | —  | —   |
| 1997–98    | Sparta Warriors | Eliteserien | 36  | 19  | 15  | 34  | 70    | —   | —  | —  | —  | —   |
| 1998–99    | Frölunda HC     | SHL         | 50  | 3   | 5   | 8   | 16    | 4   | 0  | 0  | 0  | 2   |
| 1999–00    | Frölunda HC     | SHL         | 24  | 3   | 1   | 4   | 8     | —   | —  | —  | —  | —   |
| 1999–00    | Linköping HC    | SHL         | 13  | 4   | 1   | 5   | 43    | 10  | 1  | 4  | 5  | 2   |
| 2000–01    | Linköping HC    | HA          | 29  | 7   | 10  | 17  | 38    | 4   | 0  | 1  | 1  | 4   |
| 2000–01    | HV71            | SHL         | 13  | 5   | 6   | 11  | 6     | —   | —  | —  | —  | —   |
| 2001–02    | HV71            | SHL         | 49  | 20  | 13  | 33  | 59    | 8   | 4  | 4  | 8  | 8   |
| 2002–03    | HV71            | SHL         | 44  | 12  | 10  | 22  | 50    | 7   | 3  | 0  | 3  | 10  |
| 2003–04    | HV71            | SHL         | 50  | 11  | 17  | 28  | 138   | 18  | 6  | 7  | 13 | 28  |
| 2004–05    | HV71            | SHL         | 50  | 6   | 8   | 14  | 77    | —   | —  | —  | —  | —   |
| 2005–06    | Södertälje SK   | SHL         | 47  | 13  | 8   | 21  | 50    | 10  | 2  | 2  | 4  | 8   |
| 2006–07    | Modo Hockey     | SHL         | 54  | 30  | 18  | 48  | 97    | 20  | 5  | 5  | 10 | 88  |
| 2007–08    | Modo Hockey     | SHL         | 51  | 21  | 16  | 37  | 127   | 5   | 2  | 1  | 3  | 4   |
| 2008–09    | Modo Hockey     | SHL         | 55  | 30  | 29  | 59  | 78    | —   | —  | —  | —  | —   |
| 2009–10    | Modo Hockey     | SHL         | 48  | 17  | 16  | 33  | 39    | —   | —  | —  | —  | —   |
| 2010–11    | Modo Hockey     | SHL         | 55  | 15  | 26  | 41  | 62    | 10  | 6  | 4  | 10 | 8   |
| 2011–12    | Modo Hockey     | SHL         | 53  | 22  | 29  | 51  | 52    | 6   | 1  | 2  | 3  | 0   |
| 2012–13    | Modo Hockey     | SHL         | 51  | 16  | 19  | 35  | 34    | 5   | 2  | 3  | 5  | 2   |
| 2013–14    | Modo Hockey     | SHL         | 48  | 8   | 11  | 19  | 61    | 2   | 0  | 1  | 1  | 0   |
| 2014–15    | Modo Hockey     | SHL         | 51  | 14  | 11  | 25  | 49    | 1   | 1  | 0  | 1  | 0   |
| 2015–16    | Modo Hockey     | SHL         | 50  | 10  | 9   | 19  | 14    | 7   | 3  | 0  | 3  | 8   |
| 2016–17    | Örnsköldsvik HF | Div. 1      | 11  | 8   | 7   | 15  | 4     | —   | —  | —  | —  | —   |
| 2016–17    | Sparta Warriors | Eliteserien | 4   | 0   | 1   | 1   | 6     | —   | —  | —  | —  | —   |
| 2016–17    | Modo Hockey     | HA          | 26  | 7   | 3   | 10  | 14    | —   | —  | —  | —  | —   |
| SHL totalt | SHL totalt      | SHL totalt  | 856 | 260 | 253 | 513 | 1 060 | 113 | 36 | 33 | 69 | 168 |

### Internationellt
| År            | Lag           | Turnering     | Matcher | Mål | Assists | Poäng | Utv. |
| ------------- | ------------- | ------------- | ------- | --- | ------- | ----- | ---- |
| 1995          | Norge         | JEM           | 5       | 1   | 2       | 3     | 4    |
| 1996          | Norge         | JEM B         | 5       | 5   | 2       | 7     | 35   |
| 1997          | Norge         | JVM B         | 7       | 7   | 5       | 12    | 6    |
| 1997          | Norge         | VM            | 8       | 0   | 2       | 2     | 4    |
| 1998          | Norge         | VM D1         | 7       | 1   | 2       | 3     | 22   |
| 1999          | Norge         | VM            | 6       | 2   | 1       | 3     | 4    |
| 2000          | Norge         | VM            | 6       | 4   | 1       | 5     | 0    |
| 2002          | Norge         | VM D1         | 5       | 4   | 1       | 5     | 14   |
| 2003          | Norge         | VM D1         | 5       | 4   | 1       | 5     | 4    |
| 2004          | Norge         | VM D1         | 4       | 2   | 0       | 2     | 2    |
| 2006          | Norge         | VM            | 6       | 2   | 0       | 2     | 6    |
| 2008          | Norge         | VM            | 7       | 0   | 1       | 1     | 2    |
| 2009          | Norge         | VM            | 6       | 0   | 2       | 2     | 4    |
| 2010          | Norge         | OS            | 1       | 0   | 0       | 0     | 0    |
| 2011          | Norge         | VM            | 7       | 3   | 4       | 7     | 10   |
| 2012          | Norge         | VM            | 8       | 5   | 7       | 12    | 2    |
| 2013          | Norge         | VM            | 7       | 2   | 1       | 3     | 2    |
| 2014          | Norge         | OS            | 4       | 2   | 0       | 2     | 0    |
| 2014          | Norge         | VM            | 7       | 1   | 2       | 3     | 6    |
| Junior totalt | Junior totalt | Junior totalt | 17      | 13  | 9       | 22    | 45   |
| Senior totalt | Senior totalt | Senior totalt | 94      | 32  | 25      | 57    | 82   |